# Technika Brno
Il Technika Brno è una squadra di baseball e softball ceca con sede a Brno. Si tratta di una delle squadre più antiche della Repubblica Ceca, l'unica ad aver vinto sia il campionato cecoslovacco sia, successivamente, quello ceco.

## Storia
Fondata nel 1971, dall'anno seguente partecipò al torneo di Zbiroh, cui prendevano parte le formazioni escluse dal campionato cecoslovacco, e lo vinse nel 1973 e nel 1974. Nel frattempo vinse anche la prima e la seconda edizione della neonata Moravia League.
Nel 1981 il Technika cominciò ad essere invitato in tornei internazionali. Negli anni ottanta giocò spesso per vincere il titolo nazionale, ma questo arrivò solamente nel 1990. Fu di nuovo campione cecoslovacco nel 1991; in seguito vinse le prime due edizioni della Extraliga ceca. Conquistò la prima Coppa della Repubblica Ceca nel 1999, mentre nel 2001 ottenne il primo trofeo europeo, la Coppa CEB.
Tornò a vincere l'Extraliga nel 2011, dopo 17 anni di digiuno, superando i rivali concittadini del Draci. Nei successivi anni, tuttavia, ci fu un lento declino della società, culminato nella retrocessione del 2020 in Czech-Moravian League.

## Palmarès
- Campionati cecoslovacchi: 2

1990, 1991
- Campionati cechi: 3

1993, 1994, 2011
- Coppe della Repubblica Ceca: 3

1999, 2001, 2004
- Coppa CEB: 1

2001